# 84 Batalion WOP
84 Batalion Wojsk Ochrony Pogranicza/Batalion Graniczny Łużyckiej Brygady WOP w Zgorzelcu – zlikwidowany samodzielny pododdział Wojsk Ochrony Pogranicza pełniący służbę na granicy z Niemiecką Republiką Demokratyczną/Republiką Federalną Niemiec.

## Formowanie i zmiany organizacyjne
Na podstawie rozkazu MBP nr 043/org. z 3 czerwca 1950, na bazie 6 Brygady Ochrony Pogranicza, sformowano 8 Brygadę Wojsk Pogranicza, a z dniem 1 stycznia 1951 18 batalion Ochrony Pogranicza przemianowano na 84 batalion WOP.
W 1961 dowództwo batalionu posiadało kryptonim Malina.
W 1963 Strażnica WOP Sobolice została przekazana 9 Lubuskiej Brygadzie WOP
W 1976 rozwiązano batalion. W jego miejsce zorganizowano sekcje zwiadu, kompanie odwodowe i grupy zabezpieczenia techniczno-kwatermistrzowskiego. Po stanie wojennym odtworzono batalion WOP w Zgorzelcu.
Zarządzeniem nr 012 Komendanta Głównego Straży Granicznej z 7 maja 1991 w sprawie rozwiązania jednostek WOP oraz utworzenia jednostek organizacyjnych Straży Granicznej Minister Spraw Wewnętrznych polecił z dniem 16 maja 1991 rozwiązać Batalion Graniczny Łużyckiej Brygady WOP w Zgorzelcu istniejący według etatu nr 44/098 o stanie osobowym na okres „W” 776 żołnierzy i 9 pracowników cywilnych oraz na okres „P” 603 żołnierzy i 8 pracowników cywilnych.

## Struktura organizacyjna
W 1956 84 batalionowi WOP podlegały:
- 27 strażnica I kategorii – Sobolice
- 26 strażnica I kategorii – Toporów
- 25 strażnica I kategorii – Bielawa Dolna
- 24 strażnica I kategorii – Pieńsk
- 23 strażnica I kategorii – Żarka
- 22 strażnica specjalna – Zgorzelec
- 21 strażnica I kategorii – Koźlice
- 20 strażnica II kategorii – Radomierzyce.

Struktura batalionu WOP Zgorzelec i numeracja strażnic na dzień 31.12.1959.
dowództwo i sztab batalionu – Zgorzelec
- 1 strażnica II kategorii – Sobolice
- 2 strażnica II kategorii – Toporów
- 3 strażnica II kategorii – Bielawa Dolna
- 4 strażnica II kategorii – Pieńsk
- 5 strażnica II kategorii – Żarka
- 6 strażnica I kategorii – Zgorzelec
- 7 strażnica II kategorii – Koźlice
- 8 strażnica II kategorii – Radomierzyce.

Struktura batalionu i numeracja strażnic na dzień 1.01.1964.
- 1 strażnica WOP lądowa II kategorii Toporów
- 2 strażnica WOP lądowa II kategorii Bielawa Dolna
- 3 strażnica WOP lądowa II kategorii Pieńsk
- 4 strażnica WOP lądowa II kategorii Żarka
- 5 strażnica WOP lądowa I kategorii Zgorzelec
- 6 strażnica WOP lądowa II kategorii Koźlice
- 7 strażnica WOP lądowa II kategorii Radomierzyce.

## Dowódcy batalionu
- kpt. Tomasz Piwko (1952–1955)[7]
- mjr Aleksander Bielecki (od 1955)[8]
- Ryszard Bartoszewicz (1972–1974)[9]
- ppłk Wiesław Furmanek (do 1988)
- ppłk Czesław Badowski (od 1989).